# 2011 dans l'Union européenne
Chronologie de l’Union européenne
- 2007
- 2008
- 2009
- 2010
- 2011
- 2012
- 2013
- 2014
- 2015

Cette page concerne l'année 2011 du calendrier grégorien.

## Institutions européennes
- Président du Conseil - Herman Van Rompuy
- Président de la Commission - José Manuel Barroso, Parti populaire européen
- Présidence du Conseil - Hongrie (Jan-Juin) et Pologne (Juil-Déc)
- Président du Parlement - Jerzy Buzek
- Haut Représentant - Catherine Ashton

## Chronologie

### Janvier 2011

#### Samedi1erjanvier 2011
- La Hongrie prend pour la première fois la présidence tournante de l'Union européenne et succède à la Belgique.
- L'Estonie est le 17e État à adopter l'euro.

#### Mercredi5 janvier 2011
- Catherine Ashton visite Israël et la Palestine pour discuter du blocus de Gaza et des propositions européennes pour y mettre fin.

#### Jeudi6 janvier 2011
- Fin de la visite de Catherine Ashton en Israël et Palestine.

#### Vendredi7 janvier 2011
- Cérémonie de passation de pouvoir entre la Belgique et la Hongrie au parlement hongrois.

#### Mardi11 janvier 2011
- Le Japon, par la voix de son ministre des finances Yoshihiko Noda, annonce qu'il participera au Fonds européen de solidarité financière (FESF) par l'achat d'obligations.

### Février 2011

#### Mercredi16 février 2011
- 200e décollage d'une fusée Ariane au Centre spatial guyanais. Ariane 5 transporte un véhicule automatique de transfert européen afin d'alimenter la Station spatiale internationale.

### Mars 2011

#### Vendredi11 mars 2011
- La réunion des chefs d'État et de gouvernement de la Zone euro, décide de créer une coordination renforcée des politiques économiques intitulée pacte pour l'Euro

#### Samedi19 mars 2011
- Le sommet de Paris aboutit à la création d'une force internationale dont font partie la Belgique, le Danemark, la France, les Pays-Bas et le Royaume-Uni. Cette coalition vise à protéger le peuple libyen en établissant une zone d'exclusion aérienne au-dessus de la Libye.

#### Mercredi23 mars 2011
- Au Portugal, le Premier ministre José Sócrates présente la démission de son gouvernement à la suite du rejet par l'Assemblée de la République du quatrième plan d'austérité.

### Avril 2011

#### Mercredi6 avril 2011
- Le Portugal fait appel au Fonds européen de stabilité financière pour aider le pays à se sortir de la tourmente financière créée par sa dette publique.

### Mai 2011

#### Mardi2 mai 2011
- L'Union européenne obtient un renforcement de son statut d'observateur au sein de l'ONU qui lui permet notamment d'avoir droit à la parole lors de l'Assemblée générale et un droit de réponse dans les débats.

### Juin 2011
- x

### Juillet 2011

#### Vendredi1erjuillet 2011
- La Pologne prend pour la première fois la présidence tournante de l'Union européenne et succède à la Hongrie.

### Août 2011
- x

### Septembre 2011
- x

### Octobre 2011
- x

### Novembre 2011
- x

### Décembre 2011
- x